# 恩加拉 (塞古區)
恩加拉（法語：N'Gara），是馬里的城鎮，位於該國部，由塞古區的塞古省負責管轄，面積159平方公里，海拔高度297米，2009年人口11,700，人口密度每平方公里74人。